# Johan Schön
Johan Schön, född 1753 i Stockholm, död 8 april 1805 i Stockholm, var en svensk förmögen brukspatron och grosshandlare verksam i Stockholm.

## Biografi

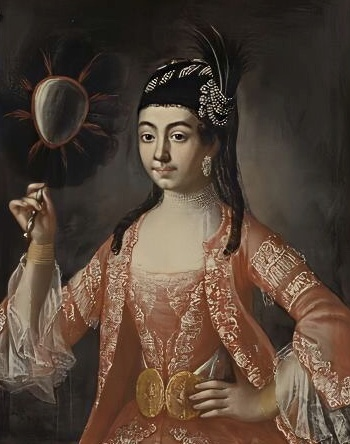
Schöns maka, Elisabeth Palm, var dotter till Sveriges generalkonsul i Osmanska riket

Schön var son till den tyskfödde affärsmannen Johan Martin Schön (1721–1781) och Hedvig Strömberg (1725–1807), dotter till fabrikören Jöns Michaëlsson Strömberg. 
Hans hustru var Elisabeth Palm, som var dotter till Cornelius Asmund Palm.
Politiskt stod Schön i opposition mot Gustav III, något som var mycket ovanligt för Skeppsbroadeln. Vid sin död vid 52 års ålder hade han en förmögenhet som omfattade egendomar, flera andelar i järnbruk, manufakturer, stångjärnshammare, masugnar och aktier i både Ost- och Västindiska kompaniet. Firma Schön & Co fördes vidare under hans son och sonson, och huset vid Skeppsbron 28 såldes först 1917 efter 149 års innehav i familjen.
Schön var ordensbroder i Par Bricole.

### Schön & Co

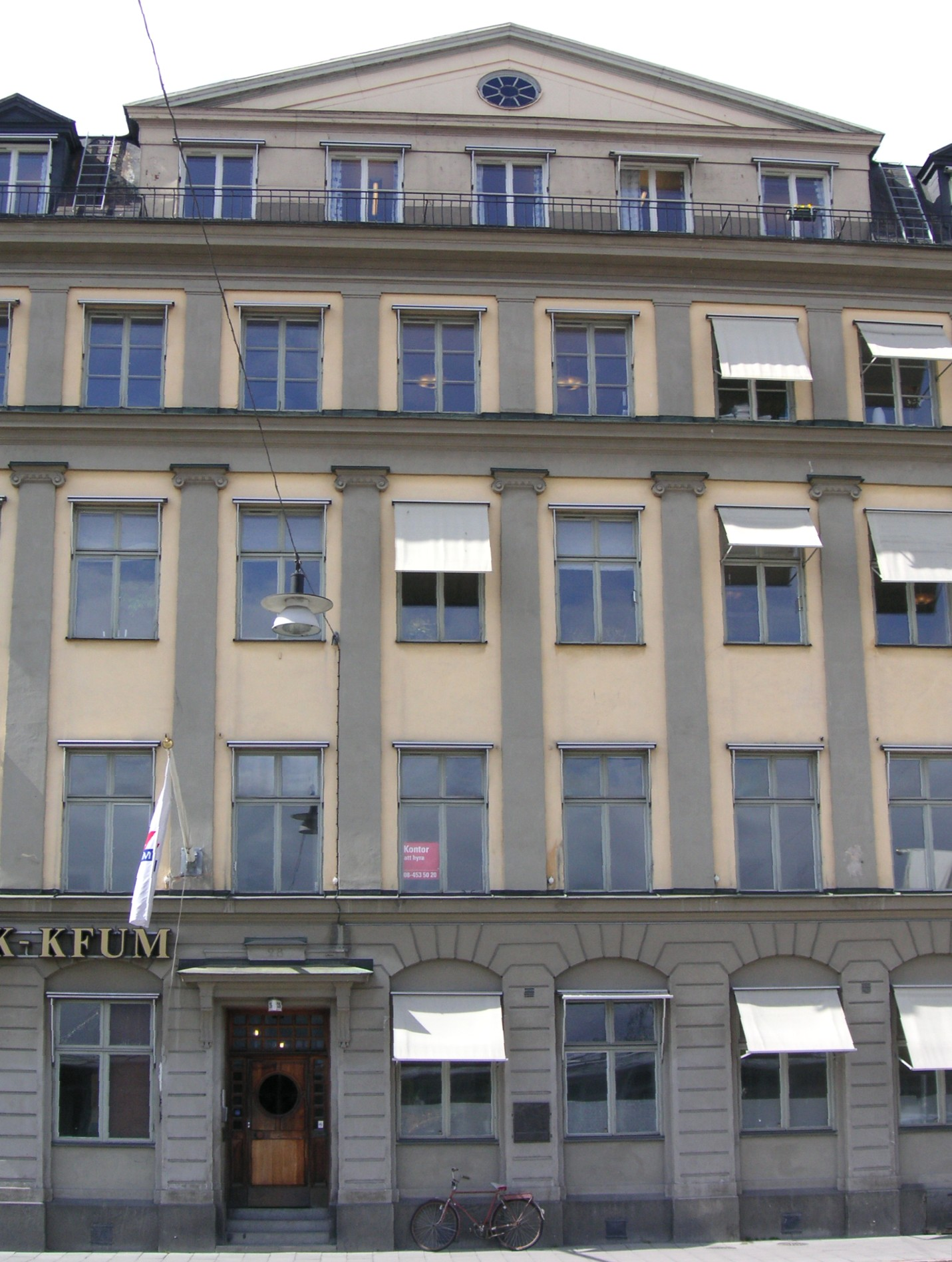
Schönska huset på Skeppsbron 28, innehades av familjen i 149 år

Handelshuset Schön & Co grundades av Johan Schöns far, Johan Martin Schön, som förvärvade två fastigheter vid Skeppsbron år 1768. Han lät bygga nuvarande Skeppsbron 28, "Schönska huset" där handelshuset Schön & Co huserade. Efter att Johan Martin Schön avlidit övertog Johan Schön fastigheten och handelshuset. Under hans tid blev familjeföretaget ett av Stockholms förnämsta handelshus.
Schön & Co var under åren 1777-1813 förlagsgivare och kommissionär åt järnbruken Seglingsberg, Ramnäs, Gryth, Bakhult och Larsbo/Saxhammar. Sedermera blev man år 1788 förlagsgivare åt friherren Johan Abraham Hamilton som var verksam vid Boo och Gryth. År 1790 blev Schön likaledes förlagsgivare till Johan Jacob De Geer af Finspång. Schön övertog bruket Seglingsberg, där han och hans familj bodde under en tid.

## Familj
Johan Schön gifte sig med Elisabeth Palm (1756–1786), och fick med henne fyra barn:  Hedvig Elisabet Schön (1777–1833), gift med kaptenen Lars Gustaf Tersmeden; 
Maria Charlotta Schön (1778–1827), gift 1/ 1805 med ryttmästaren Gustaf Vilhelm Ingelotz, gift 2/ 1811 med kyrkoherden Carl Peter Årman; Gustava Adelaide Schön (1779–1857), gift med talmannen och statsrådet Hans Niclas Schwan; Johan Schön (1781–1849), grosshandlare, gift med Christina Eleonora Bratt (1785–1826).